# Malinowo (Działdowo)
Malinowo (deutsch Amalienhof) ist ein Dorf in der polnischen Woiwodschaft Ermland-Masuren. Es gehört zur Gmina Działdowo (Landgemeinde Soldau) im Powiat Działdowski (Kreis Soldau).

## Geographische Lage
Malinowo liegt im Südwesten der Woiwodschaft Ermland-Masuren an der nordöstlichen Stadtgrenze von Działdowo (deutsch Soldau i. Ostpr.), nur zwei Kilometer vom Zentrum der heutigen Kreisstadt entfernt. Bis zur früheren Kreismetropole Neidenburg (polnisch Nidzica) sind es 18 Kilometer in nordöstlicher Richtung.

## Geschichte
Amalienhof wurde 1855 gegründet und bestand ursprünglich lediglich aus einem – allerdings sehr großen – Hof. Bis 1945 war es ein Wohnplatz innerhalb der Stadt Soldau (polnisch Działdowo). im ostpreußischen Kreis Neidenburg.
Im Soldauer Gebiet gelegen, musste die Stadt und ihr Umland entsprechend dem Versailler Vertrag am 10. Januar 1920 an Polen abgetreten werden. Sie erhielt die polnische Namensform „Działdowo“, während Amalienhof in „Malinowo“ umbenannt wurde. Am 26. Oktober 1939 kam das Gebiet wieder zum Deutschen Reich und wurde am 24. April 1940 in den Kreis Neidenburg rückgegliedert. Im Jahr 1945 wurde in Kriegsfolge das gesamte südliche Ostpreußen an Polen überstellt. Amalienhof (jetzt wieder „Malinowo“) wurde aus der Stadt Soldau („Działdowo“) in die neu geschaffene Gmina Działdowo (Landgemeinde Soldau) als eigenständige Ortschaft umgegliedert. Damit gehört sie zum Powiat Działdowski (Kreis Soldau), bis 1998 der Woiwodschaft Ciechanów, seither der Woiwodschaft Ermland-Masuren zugeordnet.
Malinowo ist Sitz eines Schulzenamts. Im Jahr 2011 zählte der Ort 121 Einwohner.

## Kirche
Vor 1945 war Amalienhof in die evangelische Pfarrkirche Soldau in der Kirchenprovinz Ostpreußen der Kirche der Altpreußischen Union bzw. in die Diözese Działdowo der Unierten Evangelischen Kirche in Polen, außerdem in die römisch-katholische St.-Adalbert-Kirche Soldau eingegliedert.
Heute gehört Malinowo zur evangelischen Erlöserkirche Działdowo in der Diözese Masuren der Evangelisch-Augsburgischen Kirche in Polen, ebenso zur katholischen St.-Katharinen-Kirche Działdowo im Dekanat Działdowo des Bistums Toruń (Thorn).

## Verkehr
Malinowo ist über eine Nebenstraße von der Woiwodschaftsstraße 542 bei Działdowo aus zu erreichen. Der nächste Bahnhof befindet sich in Działdowo und ist an die Bahnstrecken Danzig–Warschau und Olsztyn–Działdowo (deutsch Allenstein–Soldau) angeschlossen.